# La otra virginidad
La otra virginidad és una pel·lícula mexicana filmada per Juan Manuel Torres en 1974 i estrenada a l'any següent; va comptar amb la participació d'actors com Valentín Trujillo i Mercedes Carreño.

## Sinopsi
Laura i Eva, totes dues cambreres en un restaurant, coneixen Adrián, un repartidor de pel·lícules. El pare d'Adrián és un militar retirat que el tracta amb duresa, en canvi a Luis, un amic d'Adrián que viu a la seva casa temporalment i que es troba malalt, ho tracta amb gran afecte. Tots dos conviden a Laura i Eva a un cabaret; aquí Laura s'enamora de Luis, i Eva s'acaba lliurant a Adrián, quedant embarassada. En assabentar-se d'això, Adrián li proposa matrimoni, però ella ho rebutja i li diu que ha decidit practicar-se un avortament.
En una altra sèrie d'esdeveniments, tres vells, a través d'una revista d'anuncis, citen a dones soles i es diverteixen apostant quant temps esperen en la cafeteria. Adrián s'assabenta que el seu amic Luis acaba de morir a causa d'un vell patiment; ell veu suïcidar-se a una de les dones que va ser objecte de burla dels tres homes, per la qual cosa els assassina a tirs. Després crema rotllos de pel·lícula enfront de la casa d'Eva.
Passat el temps, Eva visitarà a Adrián en la presó per a dir-li que no ha avortat i que es casarà amb ell.

## Producció
La pel·lícula es va començar a rodar el 10 de juny de 1974 als Estudios Churubusco, amb algunes locaciones en el metre de la Ciutat de Mèxic, en un format de 35mm, en un total de 12 rotllos.
L'estrena de la cinta es va dur a terme el 24 d'abril de 1975 al Cine Chapultepec.

## Repartiment
- Valentín Trujillo - Adrían Romero
- Mercedes Carreño - Laura
- Leticia Perdigón - Eva
- Arturo Beristáin - Luis
- Rita Macedo - Esposa de don Ramiro
- Víctor Manuel Mendoza - Luis Romero Bracamontes
- Eduardo Noriega - Don Ramiro
- Patricia Reyes Spíndola- Flora
- Nery Ruiz - La mujer del bebé
- Margarita Isabel - La suicida
- Manuel Zozaya - Vell
- Victorio Blanco - Viejo
- Armando Acosta - Amo del café
- Teresa Araujo- Pareja
- Jaime Manterola - Pareja
- Juan Manuel Torres- home al metro

## Recepció
Malgrat els diferents temes que aborda el film (avortament, suïcidi, el descobriment de la sexualitat) per a la crítica el director va aconseguir plasmar escenes trivials i reduïdes als conflictes dels joves, no obstant això el desenllaç melodramàtic dels personatges modifica la visió general d'aquesta.
El públic que majorment es va interessar pel film van ser els joves, especialment els universitaris.

## Premis
| ny   | Categoria                        | Persona            | Resultat  |
| ---- | -------------------------------- | ------------------ | --------- |
| 1975 | Premi Ariel a la millor direcció | Juan Manuel Torres | Guanyador |